# Arnold Bamberský
Arnold Bamberský († 19. června 1296) byl biskup v Bamberku a v letech 1290–1292, rádce českého krále Václava II., pocházel z rodu hrabat ze Solmsu.

## Život
15. května 1286 byl papežem Honoriem IV. jmenován biskupem bamberským a 13. června vysvěcen. Býval na dvoře římského krále Rudolfa I. Habsburského. Roku 1287 jako doprovod mladé české královny Guty navštívil Čechy a o tři roky později byl vyslán Rudolfem Habsburským na pražský dvůr jako poradce krále Václava II.
Pomáhal uklidnit pány rozhořčené zajetím Záviše z Falkenštejna. Roku 1291 vedl české vojsko při tažení do Krakovska, které král odkoupil od Přemysla Velkopolského. Téhož roku se Václav II. rozhodl nepodpořit zvolení svého švagra Albrechta římským králem. Arnold Bamberský na znamení nesouhlasu se změnou kurzu české politiky opustil pražský dvůr a na jeho místo dosedl Bernard z Kamence.